# Смуга (Октябрьский район)
Сму́га (бел. Сму́га) — упразднённая деревня в Октябрьском районе Гомельской области Беларуси. В составе Ломовичского сельсовета.

## География
Располагалась в 2 км на северо-восток от д. Курин Ломовичского сельсовета.

## История
В 1909 году хутор Смуга в Бобруйском уезде Рудобельской волости Минской губернии.
Деревня на территории Октябрьского района Гомельской области, уничтоженная немецко-фашистскими захватчиками вместе с жителями во время Великой Отечественной войны.
Перед Великой Отечественной войной в деревне жило 205 человек.
Во время карательной операции 2 апреля 1942 года гитлеровцы убили 175 жителей, в т. ч. 95 детей, сожгли деревню (21 (30) двор) и разграбили имущество.
После войны не возродилась.
На могиле убитых жителей на месте бывшей деревни в 1964 году поставлена стела. Деревня увековечена в мемориальном комплексе «Хатынь».

## Население

### Численность
- 1909 год — 83 жителя, 12 дворов

### Динамика
- 1909 год — 83 жителя, 12 дворов[3].

## Достопримечательность
- Обелиск на месте сожженной деревни Смуга 2 апреля 1942 года (номер воинского захоронения 8263)[5].